# Frontal d'altar de Durro
El frontal dels sants Quirze i Julita de Durro és un frontal d'altar romànic conservat al Museu Nacional d'Art de Catalunya i provinent de l'ermita de Sant Quirc de Durro. Representa amb cruesa els martiris a Santa Julita i el seu fill Quirze que són serrats per la meitat, clavats amb punxes i espases i cremats en una olla. La temàtica dels sants es desenvolupà amb força durant el segle xiii.
Post dubtava sobre l'autoria entre un deixeble de l'escola dels frescos de Sant Joan de Boí amb qui l'autor comparteixi el tractament dels plecs de la roba, o bé apuntava que podria tractar-se d'un seguidor molt tardà del mateix estil situat a finals del mateix segle. Estudis posteriors, sovint amb dubtes similars, acaben situant l'obra a principis del segle XII.

## Descripció
Les imatges i les escenes al·lusives als sants ocupen un lloc important en la iconografia del romànic, en la mesura que les seves vides i martiris segueixen l'exemple de Jesucrist. Ja els Actes dels Apòstols es referien a sant Esteve, primer dels màrtirs. La consideració dels sants augmentarà amb el temps, de manera que el seu protagonisme anirà creixent. Aquest frontal és una mostra d'aquesta situació: les figures entronitzades dels sants centren la peça dins la màndorla, en el lloc normalment reservat al Crist en majestat o a la Mare de Déu amb el nen. Julita està representada com una bella matrona amb el cap cobert per un vel blanc i un llarg vestit gris i groc que sosté en una mà un esvelt ceptre de lliri blanc, mentre que amb l’altra sosté el seu fill petit, igualment vestit amb una llarga túnica gris amb un mantell groc, com la seva mare. Els dos personatges tenen nimbe i el nen amb el cap inclinat mira la cara de la seva mare.
Les quatre escenes que envolten la imatge central estan dedicades als martiris dels sants. La posició dels botxins és pràcticament simètrica a cadascuna de les quatre escenes mentre punxen amb espases, claven claus al cap, serren per la meitat i els posen a bullir dins un calder. Llevat de l'escena del calder on s'hi aprecia que hi ha dues persones, les altres tres escenes només mostren un personatge que, inicialment va ser identificat per Post amb Julita per coherència amb l'edat del nen segons algunes llegendes i, representada aquí, a la màndorla. Però més recentment Ainaud de Lasarte i Sureda varen concloure que es tractava de sant Quirze. La manca d'hagiografia no permetia fer una interpretació certa. Se sap que es tracta de dos sants orientals, màrtirs a Tars o Antioquia sota Dioclecià. De fet, hi ha diverses versions del seu martiri, diferents entre el món oriental i occidental, que compliquen considerablement la lectura iconogràfica de qualsevol obra d'art que els representi, inclòs aquest frontal de Durro.
A Orient, són martiritzats a Tars el 15 de juliol, mentre que a Occident la data és el 16 de juny, situant el seu martiri a Antioquia. Les dues ciutats pertanyien a l'antiga Cilícia romana, una regió que forma part de la costa sud de l'actual Turquia.

### Iconografia de les escenes del retaule
El culte a aquests sants, menys conegut avui en dia, es va estendre ràpidament i de forma llegendària. Els nombrosos contes repartits per igual entre l’orient i l’occident es ramifiquen en dos vessants diferents. Una línia que es pot definir com a "grega" perquè preval en els manuscrits grecs i orientals trobats pels bol·landistes; i una altra versió "occidental", perquè predomina en les versions europees sobre la seva passió.
La versió "grega" presenta un relat més plàcid i creïble de l’agonia dels dos màrtirs: Julita es refugia a Tars amb el seu fill per fugir de la persecució contra els cristians, és capturada pel prefecte Alexandre, és assotada davant del seu fill petit que, en presenciar la tortura infligida a la seva mare, es proclama a si mateix cristià encarant-se contra el prefecte, que enfadat el llença a terra, es colpeja el cap contra les escales del jutjat i mor. Aleshores, la mare agraeix al Senyor el martiri del seu fill i el prefecte la posa de peus dins un calder bullent, i després la decapita. Aquesta versió es troba quasi literalment representada en un cicle de frescos italians del gòtic tardà trobats a Termeno, que es remunta a principis del segle XV. Aquesta mateixa versió es troba com el primer relat dels fets a la llegenda àuria de Iacopo da Varazze, així com en una predel·la florentina del segle xv a la col·lecció Gambier-Parry de Highnam Court a Gloucester.
La versió "occidental" de la història dels dos màrtirs presenta moltes més variants ja reconegudes per Hucbald de Saint-Amand (840-930) autor d’un martirologi molt estès a l'edat mitjana, almenys a jutjar pel nombre de còpies que els bol·landistes van trobar escampades per Europa. El llibre d’Hucbald no s'atura molt en el detall dels turments dels dos sants, fent-lo menys adient com a font per a representacions pictòriques. Molt més detallada és la versió anomenada "apòcrifa" pels bol·landistes que reuneix totes les tortures a què són sotmesos els dos màrtirs abans de ser decapitats, amb una gran similitud als descrits al Martirologi de Lió (BNF, Ms. Lat. 3879).

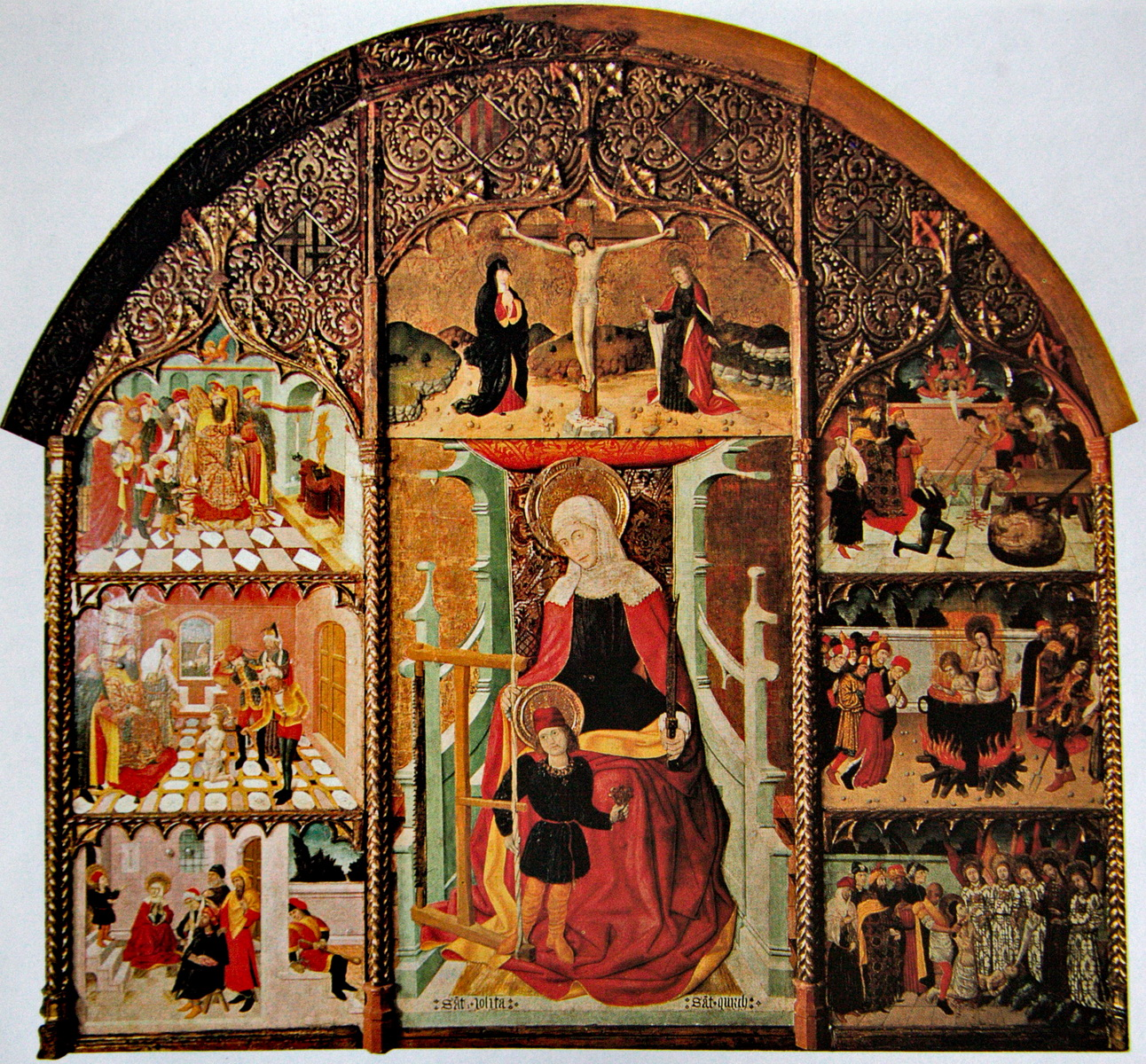
Versió de Pere Garcia de Benavarri per l'església de Sant Quirze del Vallès (1456)

En la descripció "apòcrifa", el petit Quirze de tres anys es converteix en el protagonista del martiri. Diu ser cristià, discuteix amb saviesa amb el prefecte, és assotat i serrat. Quirze alça les mans al cel i prega i les seves ferides es curen miraculosament, mentre la mare agraeix Déu pel martiri del seu fill. Aleshores, el prefecte ordena que portin 14 claus ardents i afilats, set per a la mare i set per al fill, que els perforin els ulls, les orelles, el nas i la boca i insisteix que s'apliquin al nen. Però els claus esdevenen cristalls de neu. Llavors els fica a la presó on converteixen 444 presoners, posteriorment també martiritzats. El prefecte talla la llengua de Quirze que segueix parlant i, finalment, llença la mare i el fill a una olla ardent al foc, que tampoc no els afecta. Finalment, cansat, els talla el cap a tots dos.
Aquesta fantasiosa versió conté tots els elements iconogràfics presents al frontal de Durro. Al panell superior esquerra, Quirze és serrat en dos mentre alça les mans al cel per resar. A la seva dreta, els botxins infligeixen exactament set claus tal com descriu la llegenda. Tampoc l'afecten les ferides infligides amb les espases i, finalment, s'expliquen les cares somrients felices de la mare i el fill al calder al foc, de la qual sobresurten dues petites mans que semblen gairebé saludar.
No es representa l'escena del degollament, que sí que es pot veure a la versió de 1465 de Pere Garcia de Benavarri per l'església de Sant Quirze del Vallès i actualment conservat al Museu Diocesà de Barcelona. En aquest retaule gòtic, que segueix la mateixa versió apòcrifa, s'incorpora la serra com a símbol iconogràfic de sant Quirze.